# Scooby-Doo! rencontre Courage, le chien froussard
 (août 2021).
Si vous disposez d'ouvrages ou d'articles de référence ou si vous connaissez des sites web de qualité traitant du thème abordé ici, merci de compléter l'article en donnant les références utiles à sa vérifiabilité et en les liant à la section « Notes et références ».
Série
Scooby-Doo et la Légende du Roi Arthur
(2021) Scooby-Doo et la Mission d'Halloween
(2022)
Pour plus de détails, voir Fiche technique et Distribution.
Scooby-Doo! rencontre Courage, le chien froussard (Straight Outta Nowhere: Scooby-Doo! Meets Courage the Cowardly Dog) est un film d'animation américain réalisé par Cecilia Aranovich et sorti directement en vidéo en 2021. Il s'agit du 36e long métrage de la franchise Scooby-Doo, détenue par Warner Bros.
Il s'agit d'un crossover entre la franchise Scooby-Doo! et la série télévisée Courage, le chien froussard.

## Synopsis
Lorsque le groupe de Mystère Associés suit Scooby-Doo jusqu'à Nulle Part, au Kansas, ils tombent sur un objet maudit situé dans la ferme Bagge qui attire l'attention d'une armée de cigales laissant Scooby et ses amis faire équipe avec Courage et ses propriétaires Eustace et Muriel Bagge pour arrêter la manifestation de l'essaim.

## Fiche technique
- Titre : Scooby-Doo! rencontre Courage, le chien froussard
- Autre titre : Tout droit sorti de nulle part : Scooby-Doo rencontre Courage le chien froussard
- Titre original : Straight Outta Nowhere: Scooby-Doo! Meets Courage the Cowardly Dog
- Réalisateur : Cecilia Aranovich
- Société de production : Warner Bros.
- Pays d'origine : États-Unis
- Langue : anglais
- Genre : Animation, aventure, comédie horrifique et fantastique
- Durée : 80 minutes
- Date de sortie : 2021 (VOD)

## Distribution

### Voix originales
- Frank Welker : Scooby-Doo, Fred Jones
- Grey Griffin : Daphné Blake
- Matthew Lillard : Sammy Rogers
- Kate Micucci : Véra Dinkley
- Marty Grabstein : Courage
- Jeff Bergman : Eustace Bagge
- Thea White : Muriel Bagge

### Voix françaises
- Éric Missoffe : Scooby & Sammy
- Guillaume Lebon : Courage et le narrateur
- Céline Melloul : Daphné Blake
- Caroline Pascal : Véra Dinkley
- Mathias Kozlowski : Fred Jones
- Patrice Dozier : Eustache Baggs
- Cathy Cerda : Muriel
- Patrick Raynal : le maire Saunders
- Rody Benghezala : le général
- Emmanuel Curtil : Katz et l'ordinateur
- Christophe Lemoine : le Quack et le clown
- Pascal Germain : M. Glockenspiel et le lieutenant
- Laurence Mongeaud : Mme Glockenspiel et la vieille dame riche

- Version française
  - Studio de doublage : Dubbing Brothers[1]
  - Direction artistique : Danièle Bachelet
  - Adaptation : Isabelle Neyret

 Sauf indication contraire ou complémentaire, les informations mentionnées dans cette section proviennent du générique de fin de l'œuvre audiovisuelle présentée ici.

## Commentaires
- Dans la version française, les interprètes d'origine de Muriel, Eustache et Courage n'ont pas repris leurs rôles car Janine Souchon et Henri Labussière sont décédés des années avant la sortie du film et bien qu'Éric Missoffe soit présent dans les rôles de Scooby-Doo et Sammy, il ne reprend pas le rôle de Courage et se fait remplacer par Guillaume Lebon.